# Kabinett Paksas I

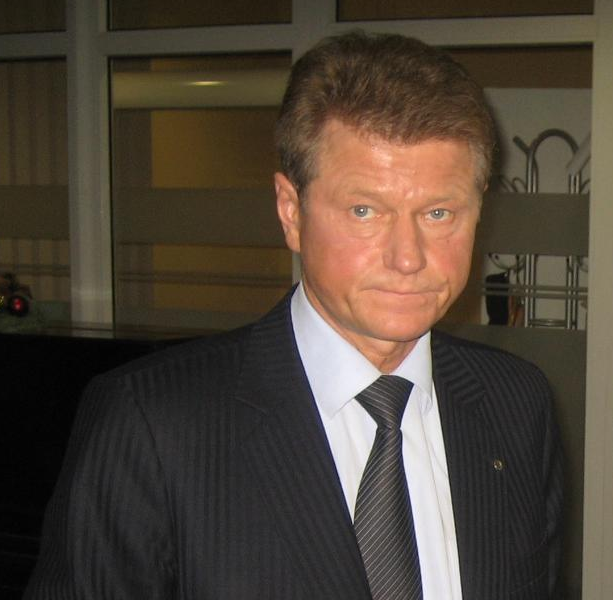
Rolandas Paksas

Das Kabinett Paksas I war die neunte litauische Regierung seit 1990. Sie wurde nach der Parlamentswahl in Litauen 1996 gebildet. Die Regierungspartei war Tėvynės sąjunga (TS-LKD). Rolandas Paksas (* 1956) wurde vom Präsidenten 1999 bestätigt. Die Vereidigung fand danach im Seimas statt.

## Zusammensetzung
| Position                                        | Person                | Partei | Zeit | Zeit |
| Position                                        | Person                | Partei | von  | bis  |
| ----------------------------------------------- | --------------------- | ------ | ---- | ---- |
| Premier                                         | Rolandas Paksas       | TS     | 1999 | 1999 |
| Premier                                         | Irena Degutienė       | TS     | 1999 | 1999 |
| Bildung und Wissenschaft                        | Kornelijus Platelis   |        | 1999 | 1999 |
| Finanzen                                        | Jonas Lionginas       |        | 1999 | 1999 |
| Wirtschaft                                      | Eugenijus Maldeikis   |        | 1999 | 1999 |
| Verkehr                                         | Rimantas Didžiokas    |        | 1999 | 1999 |
| Kultur                                          | Arūnas Bėkšta         |        | 1999 | 1999 |
| Verwaltungsreformen und Gemeindeangelegenheiten | Sigitas Kaktys        | TS-LKD | 1999 | 1999 |
| Verteidigung                                    | Česlovas Stankevičius | TS-LKD | 1999 | 1999 |
| Soziales und Arbeit                             | Irena Degutienė       | TS     | 1999 | 1999 |
| Landwirtschaft                                  | Edvardas Makelis      |        | 1999 | 1999 |
| Innen                                           | Česlovas Blažys       |        | 1999 | 1999 |
| Äußeres                                         | Algirdas Saudargas    | TS     | 1999 | 1999 |
| Justiz                                          | Gintaras Balčiūnas    | -      | 1999 | 1999 |
| Umwelt                                          | Danius Lygis          |        | 1999 | 1999 |
| Gesundheit                                      | Raimundas Alekna      |        | 1999 | 1999 |